# Rottengraffty
RottenGraffty (ロットングラフティー, Rottongurafutī), stylisé en ROTTENGRAFFTY, est un groupe de rock japonais formé en 1999 à Kyoto.

## Histoire du groupe
Le groupe sort son premier mini-album, RADICAL PEACE×RADICAL GENOCIDE en 2001 sous le label Bellwood de King Records.
Leur troisième album, SYNCHRONICITIZM, sorti en mars 2003, est produit par Iküzöne, le bassiste du groupe Dragon Ash. Le premier single en major du groupe, Warudakumi ~Merry Christmas Mr.Lawrence, est inspiré du thème principal du film Furyo (titre original : Merry Christmas Mr. Lawrence) réalisé par Nagisa Ōshima.
Ils rencontrent Jun "J" Onose en 2006, ancien bassiste de Luna Sea, qui les fera jouer en première partie de son concert du 19 août au Shibuya O'East et signer sur son nouveau label Inferno Records.

## Formation
- Nobuya : chant
- Naoki : chant et harmonica
- Kazuomi : guitare
- Yûichi : basse
- Hiroshi : batterie

## Discographie

### EPs
- Life Is Beautiful (octobre 2015)